# Devario anomalus
Devario anomalus ist ein Bärbling der Gattung Devario. Er wurde erst 2009 beschrieben und lebt im äußersten Südosten von Bangladesch in Bächen im Distrikt Cox’s Bazar, südlich der Stadt Cox’s Bazar und im Distrikt Bandarban im Einzugsgebiet des Sangu oberhalb von Bandarban.

## Beschreibung
Devario anomalus ist mit einer Standardlänge adulter Tiere von 69 bis 81 Millimeter eine der größeren Arten der Gattung Devario. Die Körper sind langgestreckt und seitlich stark abgeflacht mit einer vollständigen Seitenlinie. Der Körper ist bei konservierten Exemplaren am Rücken hell olivgrün und am Bauch cremefarben. Die Lebendfärbung ist hellbraun am Rücken und pink und silbern schimmernd an Flanken und Bauch, je nach Lichteinfall um die Seitenlinie herum grünlich schimmernd. Die Zeichnungen sind am lebenden Exemplar grau bis anthrazitfarben. Am hinteren Rand des Kiemendeckels ist ein auffälliger Schulterfleck. In der vorderen Körperhälfte befinden sich seitlich fünf bis acht vertikale dunkle Streifen. Nach hinten folgt eine deutliche Lücke und dann, beginnend am Ansatz der Afterflosse oder vorher, ein dunkler Längsstreifen über das letzte Drittel des Körpers bis zum Schwanzflossenstiel.
In der Seitenlinienreihe befinden sich 30 bis 35 Schuppen, in der Querreihe 8½ bis 9½ und rund um den Schwanzflossenstiel 12 Schuppen. Rückenflosse und Afterflosse sind lang ausgezogen mit abgerundeten Spitzen. Sie reichen in der Länge bis etwa einem Viertel oder einem Drittel der Schwanzflosse, dabei sind die Flossen größerer Exemplare relativ länger. Die Schwanzflosse ist abgerundet. Die Brustflossen sind abgerundet, sie reichen über etwa zwei Drittel der Strecke von ihrem Ansatz bis zur Afterflosse. Die Bauchflossen sind verlängert aber nicht spitz zulaufend. Ihre Enden reichen nur bei großen Männchen bis zum After, bleiben aber meist kürzer.
Flossenformel
Dorsale III/11–12, Anale III/13–14, Caudale 10+9, Ventrale I/7, Pectorale I/12.
Devario anomalus kann von allen anderen Arten der Gattung Devario durch sein einzigartiges Zeichnungsmuster unterschieden werden. Vom Malabarbärbling (Devario aequipinnatus) unterscheidet er sich durch die kürzere hintere Seitenzeichnung, die erst hinter dem Ansatz der Rückenflosse beginnt. Gegenüber Devario devario fallen die Barteln am Maul und die geringere Zahl der Schuppen auf der Seitenlinie und um den Schwanzflossenstiel sowie die geringere Zahl der weichen Strahlen an Rückenflosse und Afterflosse auf.

## Verbreitung
Der Typenfundort ist ein zum Golf von Bengalen fließender Bach, der am Fuß eines Wasserfalls einen Pool bildet und weiter abwärts, südlich von Cox’s Bazar, eine Landstraße kreuzt (21° 21′ 18,4″ N, 92° 1′ 29,9″ O). Dort war die Art mit der Zweipunktbarbe (Puntius ticto) und einer Art der Mojarras (Gerreidae) vergesellschaftet. Weitere Fundorte liegen südlich von Cox’s Bazar, darunter auch in der Kudum-Höhle, und im Distrikt Bandarban im Einzugsgebiet des Sangu oberhalb von Bandarban. Nähere Beschreibungen der übrigen Fundorte liegen nicht vor.

## Gefährdung und Schutz
Devario anomalus wurde 2010 von der IUCN als global gefährdet (VU – Vulnerable) bezeichnet. Dabei wurde als Ursache der Bedrohung neben dem kleinen Verbreitungsgebiet seine attraktive Färbung genannt, der ihn zu einem attraktiven Objekt des Zierfischhandels macht. In der Roten Liste gefährdeter Südwasserfische Bangladeschs von 2015 wurde Devario anomalus als bedroht (E – Endangered) eingestuft. Das kleine bekannte Verbreitungsgebiet hätte die Einstufung von Devario anomalus in die höchste Gefährdungskategorie der IUCN gerechtfertigt (CR – Critically Endangered), davon wurde jedoch wegen der Möglichkeit abgesehen, dass es noch unentdeckte Vorkommen geben könnte.

## Systematik und Taxonomie
Devario anomalus ist eine von mehr als 40 Arten der Gattung Devario Heckel, 1843, die mit Danio, Microrasbora und mehreren anderen Gattungen die Unterfamilie Danioninae in der Familie Bärblinge (Danionidae) bildet. Von den Arten der Gattung Devario sind vier in Bangladesch nachgewiesen: Devario devario mit im ganzen Land verteilten Fundorten, Devario aequipinnatus dessen Verbreitung in Bangladesch auf den Norden der Division Chittagong begrenzt ist, der aber auch im Nordosten Indiens vorkommt, Devario anomalus und der erst 2017 beschriebene Devarius coxi mit Terra typica und weiteren Fundorten im Distrikt Cox’s Bazar. Devario anomalus bildet mit dem auch morphologisch ähnlichen Devario xyrops aus dem benachbarten Myanmar eine Klade.
Der Holotyp ist ein im Dezember 2007 gefangenes adultes Exemplar von 71,6 Millimeter Standardlänge. Er befindet sich mit vier Paratypen in der Sammlung des Florida Museum of Natural History in Gainesville. Ein weiterer Paratyp wird in der zoologischen Referenzsammlung des Lee Kong Chian Natural History Museum der National University of Singapore aufbewahrt. Der Artname anomalus (ἀνώμαλος) ist altgriechisch und bedeutet unregelmäßig oder ungleichmäßig, er bezieht sich auf die unregelmäßigen vertikalen Streifen auf dem vorderen Teil des Körpers.